# Suphis freudei
Suphis freudei là một loài bọ cánh cứng trong họ Noteridae. Loài này được Mouchamps miêu tả khoa học đầu tiên năm 1955.